# Lakitelek
Lakitelek – wieś i gmina w środkowej części Węgier, w pobliżu miasta Kecskemét, będącego stolicą komitatu. Miejscowość leży na obszarze Wielkiej Niziny Węgierskiej, w komitacie Bács-Kiskun, w powiecie Kecskemét. Gmina liczy 4421 mieszkańców (styczeń 2011) i zajmuje obszar 54,66 km².